# Pinaciophora
Pinaciophora este un gen de organisme amiboide din Nucleariida. Include specia Pinaciophora fluviatilis.